# Kościół Adwentystów Dnia Siódmego we Lwowie
Kościół Adwentystów Dnia Siódmego we Lwowie – świątynia położona przy ul. Korolenki 1 w dzielnicy Łyczaków. Obecnie jest budynkiem kościelnym jednego z ponad dwudziestu zborów adwentystycznych działających we Lwowie, do 1945 r. świątynia rzymskokatolicka pw. Niepokalanego Poczęcia Najświętszej Maryi Panny i siedziba klasztoru franciszkanów.

## Historia

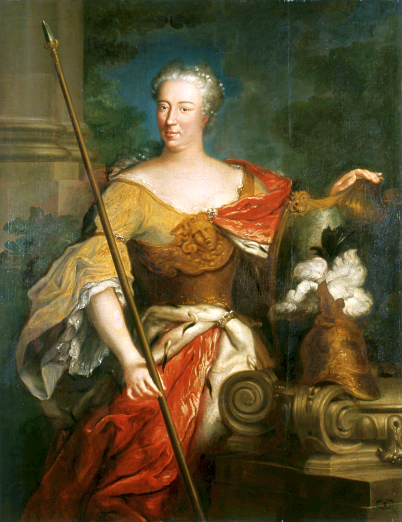
Elżbieta Helena Sieniawska – fundatorka świątyni

Kościół i klasztor dla kapucynów zostały wzniesione na Przedmieściu Łyczakowskim z fundacji (1708) Elżbiety Zofii z Lubomirskich Sieniawskiej, małżonki Adama Sieniawskiego, hetmana wielkiego koronnego. W 1710 rozpoczęto budowę zespołu kościelno-klasztornego, który ukończono w 1718. W rezultacie powstał, zgodnie z bardzo surową regułą zakonu i takimiż przepisami dotyczącymi wyglądu świątyń, skromny, jednonawowy kościół. W 1718 arcybiskup lwowski, Jan Skarbek, dokonał konsekracji świątyni. Kompleks kapucyński był ośrodkiem drugiej, obok warszawskiej, kustodii prowincji polskiej kapucynów pw. św. Stanisława i Wojciecha.
W 1772, w momencie zajęcia Lwowa przez Austriaków w wyniku pierwszego rozbioru Polski w konwencie żyło 18 braci zakonnych. W 1785, w wyniku reform józefińskich przeprowadzonych przez cesarza Józefa II zakon kapucynów uległ kasacie. Ich klasztor przejęli franciszkanie konwentualni, którym w tym samym czasie odebrano dwa zespoły klasztorne: św. Krzyża i św. Antoniego.
W 1830 kościół strawił pożar. Odbudowa i przebudowa trwała do 1838. Dokonano wówczas powtórnej konsekracji świątyni. W 1902 dokonano restauracji świątyni uzupełniając jej fasadę ozdobnymi wolutami. W 1907 rozpoczął naukę w miejscowym, niższym seminarium duchownym Maksymilian Maria Kolbe, późniejszy święty Kościoła katolickiego.
Po 1945 kościół zamknięto a w klasztorze umieszczono szpital zakaźny. Po 1990 budynek kościoła i klasztoru przekazano Kościołowi Adwentystów Dnia Siódmego.

## Architektura
Kościół adwentystyczny we Lwowie-Łyczakowie jest budowlą bazylikową, trzynawową, z barokowym wyposażeniem wnętrza. Prostą fasadę świątyni zdobią pilastry oddzielające nawy i wysunięty portal, nad którym pomiędzy dwoma oknami umieszczono relief przyobleczonej w słońce niewiasty z 12. rozdziału Objawienia św. Jana, która w interpretacji adwentystycznej symbolizuje Kościół chrześcijański jako oblubienicę Chrystusową, zaś w interpretacji rzymskokatolickiej oznacza Marię Pannę, co nawiązywało do poprzedniego wezwania kościoła. Fasadę wieńczy trójkątny tympanon.
Po przekazaniu kościoła adwentystom, świątynię przystosowano do potrzeb nabożeństwa protestanckiego. Wnętrze kościoła pozbawione jest ołtarza i obrazów. Centralne i najwyższe miejsce prezbiterium świątyni stanowi obecnie wysoko położona drewniana ambona otoczona balaskami, do której z obu stron prowadzą stopnie. Poniżej ambony znajduje się stół komunijny wykorzystywany do sprawowania Wieczerzy Pańskiej. Na frontowej ścianie prezbiterium umieszczono werset biblijny z Listu do Hebrajczyków (13,8) „Jezus Chrystus wczoraj i dziś, ten sam i na wieki!” oraz dwie kamienne tablice z treścią dekalogu. Powyżej, na sklepieniu znajdują się freski przedstawiające niebo.
W świątyni zachował się obraz św. Rocha, pędzla Marcina Altomonte, nadwornego malarza króla Jana III Sobieskiego oraz osiemnastowieczne nagrobki Józefa Ponińskiego (zm. 1777) i Anny Kornhoff (zm. 1782). W świątyni przed wojną prace malarskie i złotnicze wykonał Władysław Lisowski.